# Татев, Степан Иванович
Князь Степан Иванович Татев (?—1682) — рында, чашник, стольник, воевода и окольничий во времена правления Алексея Михайловича и Фёдора Алексеевича.
Из княжеского рода Татевых. Рюрикович в XXII колене. Единственный сын князя и воеводы Ивана Фёдоровича Татева.

## Биография
В 1636 году мать князя Степана Ивановича — княгиня Авдотья Ивановна вместе с сыном Степаном вела дело о передаче завещанной ей  вотчины в Ростовском уезде своей родственницы княгини Фетиньи Андреевны Татевой. В январе 1648 года в бракосочетании царя Алексея Михайловича с Марией Ильиничной Милославской  упомянув в чине второго стольника на торжественном обеде в Грановитой палате. В 1650-1676 годах в Боярской книге записан стольником. Участник богомольного похода с царём Алексеем Михайловичем 22 мая 1650 в Троице-Сергиев монастырь. В !654-1655 годах есаул в Государевом полку в польском походе. В мае и июне 1656 года упомянут рындой со вторым государевым саадаком в государевых походах из Москвы к Смоленску, а оттуда под Ригу против шведов. В 1660 году четырнадцатый чашник при грузинском царевиче Николае, который подавал напитки во время торжественного обеда в Грановитой палате. В сентябре 1661 года чашник "сидел на погребе" во время государева обеда в Троице-Сергиевом монастыре. В 1662 году послан от Государя в Астрахань к боярину князю Черкасскому с милостивым словом. В 1672-1674 годах воевода в Нижнем-Новгороде. В 1677 году в селе Подолино Московского уезда построил деревянную церковь в честь Смоленской иконы Божией Матери и передал из своей вотчины церковному притчу 10 десятин земли. В поколенной росписи поданной в 1682 году в Палату родословных дел записан окольничим царя Фёдора Алексеевича.
Умер в 1682 году.

## Семья
Женат дважды:
1. Княгиня Дарья Ивановна Львова.
2. Мария Ивановна Луговская — вела спорное дело из-за одной из вотчин мужа в Ростовском уезде, со стольником Герасимом Павловичем Савёловым (1693—1699).

Дети:
- Княжна Аграфена Степановна (от 1-го брака) — жена стольника и князя Ивана Никитича Урусова.
- Княжна Анастасия Степановна (от 1-го брака) — 1-я жена жена боярина и фельдмаршала князя Ивана Юрьевича Трубецкого, умерла († 1690).
- Князь Татев Иван Степанович — бездетный, последний представитель княжеского рода Татевых в мужском поколении.